# Wilhelm Friedrich von Schulz
Johann Wilhelm Friedrich von Schulz (* 13. September 1829 in Stettin; † 23. Januar 1899 in Berlin) war preußischer Generalleutnant und zuletzt Vertreter des Chefs des Ingenieur- und Pionierkorps und der Festungen. Er war ein bedeutender Organisator des Militäreisenbahnwesens und wurde dafür 1896 nobilitiert.

## Leben

### Herkunft
Seine Eltern waren der Inspekteur der Berlin-Stettiner Bahn Johann Friedrich Schulz (* 25. Januar 1801; † 6. April 1855) und dessen Ehefrau Barbara Eleonore, geborene Herrmann (* 10. Oktober 1801; † 12. September 1873).

### Werdegang
Er erhielt seine Schulbildung auf dem Vereinigten Königlichen und Stadt-Gymnasium in seiner Heimatstadt Stettin. Nach seinem Abschluss ging er am 1. November 1847 als Pionier in die 2. Pionierabteilung. Vom 1. Oktober 1848 bis zum 1. November 1850 in die Vereinigte Artillerie- und Ingenieurschule abkommandiert. In dieser Zeit wurde er am 3. Februar 1849 zum Portepeefähnrich mit Patent zum 19. Dezember 1848 ernannt, am 27. November 1849 wurde er außeretatmäßiger Seconde-Lieutenant der 1. Ingenieurinspektion mit Patent zum 19. September 1859. Nach seiner Rückkehr kam er am 7. Dezember 1850 in die Garde-Pionierabteilung. Vom 1. März 1851 bis zum 30. September 1851 wurde er nochmals in die Vereinigte Artillerie- und Ingenieurschule abkommandiert und am 3. April 1852 in die Garde-Pionierabteilung einrangiert. Am 25. März 1854 wurde er Adjutant des Garde-Pionierabteilung und am 6. August 1856 dann zu Forifikationsarbeiten nach Swinemünde. Am 23. Dezember 1856 zum Premier-Lieutenant befördert, kam er am 11. September 1859 als Adjutant in die 2. Festungsinspektion, am 11. Oktober 1861 stieg er dort zum Hauptmann auf. Am 2. April 1862 kam er als Adjutant zum 2. Generalinspekteur der Festungen, General von Wasserschleben, anschließend wurde er am 19. November 1863 in das Kriegsministerium versetzt, wo er in die Abteilung für Ingenieurangelegenheiten kam.

Während des Deutschen Krieges von 1866 nahm er an der Schlacht bei Königgrätz teil.
Nach dem Krieg wurde er am 16. Februar 1867 zum Major befördert. Vom 3. Februar 1868 bis zum 27. Juli 1861 war auch er als Protokollführer der Landesverteidigungskommission eingesetzt wurde. Während des Deutsch-Französischen Krieges war er vom 18. August bis zum 3. Dezember 1870 mit der Führung der Geschäfte der Zentralabteilung im Kriegsministerium beauftragt, außerdem war er vom 26. August bis zum 13. Oktober 1870 zusätzlich mit der Führung der Geschäfte der Ingenieurabteilung beauftragt. Im Anschluss wurde er am 3. Dezember 1870 zur Verstärkung des Ingenieurpersonals vor Belfort kommandiert. Er nahm an den Belagerungen von Belfort sowie dem Sturm auf Danfoutn und Perouse. Dafür erhielt er am 1. Februar 1871 der Eiserne Kreuz II. Klasse und am 19. September 1871 das Eiserne Kreuz I. Klasse. In den Schützengräben erkrankte er aber am Rheuma, was ihn fast Dienstunfähig machte.
Nach dem Krieg kehrte er am 25. April 1871 in seine Friedensposition in das Kriegsministerium zurück, aber am 24. Juni 1871 wurde er in das Eisenbahn-Bataillon versetzt. Außerdem wurde er am 18. Oktober 1871 zum Mitglied der Prüfungskommission des Ingenieurkorps ernannt und am 18. Januar 1872 zum Oberstleutnant befördert. Unter Belassung seiner Stellung als Kommandeur des Eisenbahn-Bataillons wurde er a la suite des Stabes des Ingenieurstabs gestellt. Am 21. Dezember 1873 wurde er von seinen Pflichten als Mitglied der Prüfungskommission entbunden. Am 19. September 1874 zum Oberst befördert, erhielt er am 15. Mai 1875 den Rang und Gebührnisse eines Regimentskommandeurs. Danach wurde er am 21. August 1875 zum Direktor der Militäreisenbahn und am 15. Januar 1876 zum Kommandeur des Eisenbahn-Regiments ernannt. Er leistete dort entscheidende Dienste zum Aufbau des Militäreisenbahnwesens. Am 15. Mai 1877 wurde er Abteilungschef im Ingenieurkomitee und am 14. Juni 1878 auch wieder Mitglied der Prüfungskommission.
Am 10. Juli 1878 wurde er zum Generalmajor und am 13. Januar 1881 zum Präses des Ingenieurkomitee ernannt. Am 31. August 1882 war er dann mit der vorübergehenden Vertretung des Kommandanten von Berlin beauftragt und dafür am 14. Januar 1883 mit dem Roten Adlerorden II. Klasse mit Eichenlaub ausgezeichnet. Er stieg am 16. September 1885 zum Generalleutnant auf. Am 31. Dezember 1885 wurde er mit der Vertretung des Chefs des Ingenieur- und Pionierkorps und der Festungen bei den Sitzungen der Landesverteidigungskommission beauftragt. Dazu erhielt er am 23. Januar 1887 den Stern zum Roten Adlerorden. Am 8. Mai 1888 wurde er mit Pension zur Disposition gestellt sowie mit dem Kronen-Orden I. Klasse ausgezeichnet. Anlässlich des 25-Jahrestages der Kaiserproklamation am 18. Januar 1896 erhielt er den preußischen Adel.
Der General starb am 23. Januar 1899 in Berlin und wurde am 26. Januar 1899 auf dem Matthai-Friedhof beigesetzt.
Der Graf von Moltke schrieb 1872: Als Kommandeur des Eisenbahnbataillons hat Oberstlieutenant Schulz für die neue Schöpfung Ausgezeichnetes geleistet. Ohne die weiterliegenden Gesichtspunkte aus dem Auge zu verlieren, hat er mit rastlosem Eifer und unter schwierigen Verhältnissen die Detailausbildung seiner Offiziere und des Bataillons betrieben und es verstanden, bei voller Aufrechterhaltung des militärischen Charakters doch der neuen Formation eine technische Bildung zu geben, welche bereits von sachverständiger Seite, obwohl anfangs mit Mißtrauen betrachtet, doch bei allen Gelegenheiten praktischer Verwendung volle Anerkennung gefunden hat. Die Leitung des Offizierskorps, die Handhabung und die militärischen Formen des Dienstes habe zu keinerlei Ausstellung Veranlassung gegeben. Oberstlieutenant Schulz kann nur ganz besonders empfohlen werden.

### Familie
Schulz heiratete am 28. Juli 1860 in Stettin Anna Elisabeth Krause (* 17. November 1839; † 4. Mai 1916). Das Paar hatte mehrere Kinder:
- Hedwig (* 4. Juli 1861; † 21. Juli 1866)
- Julie Marie Anna Margarete (* 17. August 1866) ⚭ 1889 Hans von der Chevallerie (1857–1946), Generalmajor, Eltern von Kurt von der Chevallerie
- Gottfried Ferdinand Walter (* 1. Oktober 1867), Major und Kommandeur des Luftschifferbataillons Nr. 3[2]
- Wilhelm Eduard Helmut (* 9. Februar 1878), Fregattenkapitän a. D. ⚭ 1906 Andrea Alice Grübner (* 25. April 1884)